# Graf Festenberg
Graf Festenberg è un film muto del 1922 diretto da Urban Gad e Frederic Zelnik.

## Produzione
Il film fu prodotto da Frederic Zelnik per la Zelnik-Mara-Film GmbH (Berlin).

## Distribuzione
In Germania, il film fu presentato in prima a Berlino il 7 dicembre 1922.